# RP-1

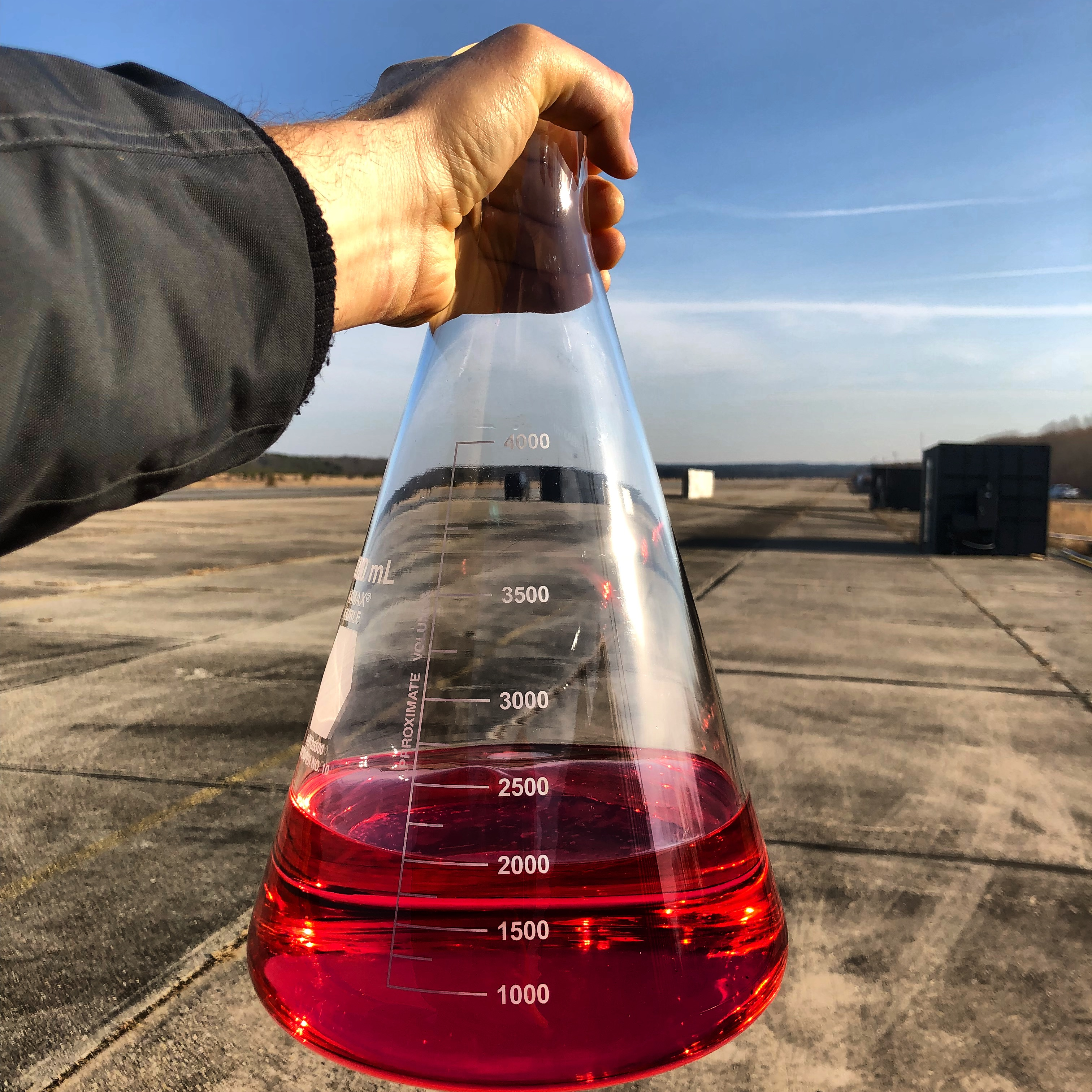
2 litry zabarwionego paliwa RP-1

RP-1 (ang. Rocket Propellant-1) – wysoko rafinowana odmiana nafty, podobna do paliwa lotniczego, używana jako paliwo rakietowe. RP-1 ma niższy impuls właściwy niż ciekły wodór (LH2), ale jest tańsze i stabilne w temperaturze pokojowej. Paliwo to jest również bezpieczniejsze pod względem prawdopodobieństwa wybuchu od ciekłego wodoru, a także o wiele mniej toksyczne od hydrazyny i jej pochodnych, np. MMH lub UDMH (LD50 32–262 mg/kg – szczur, doustnie) – innych paliw stabilnych w temperaturze pokojowej.